# Ace Ventura Jr., détective chiens et chats
Pour les articles homonymes, voir Ace Ventura.
Série Ace Ventura
Ace Ventura en Afrique
(1995)
Pour plus de détails, voir Fiche technique et Distribution.
Ace Ventura Jr., détective chiens et chats (Ace Ventura Jr.: Pet Detective) est un téléfilm réalisé par David M. Evans, diffusé aux États-Unis, sur la chaîne Cartoon Network en 2009.
Il s'agit du troisième et dernier volet de la saga Ace Ventura, après les deux films Ace Ventura, détective chiens et chats (1994) et Ace Ventura en Afrique (1995).
L'histoire se concentre sur le fils d'Ace Ventura et Jim Carrey n'est pas présent dans ce téléfilm. Il y apparaît seulement de dos sur une photo.

## Synopsis
Après avoir résolu son affaire en Afrique, Ace Ventura est revenu à Miami et a fondé une famille. Il s'est marié avec l'ancienne chargée de presse de l'équipe des Dolphins de Miami, Melissa Robinson et a eu un fils : Junior. Or, un jour, Ace disparait mystérieusement, laissant derrière lui sa femme et son fils qu'elle élèvera seul.
Douze ans plus tard : Melissa est devenue gardienne de zoo et Ace Junior a grandi, mais il a hérité de l'amour des animaux de son père et passe son temps à récupérer tous les animaux égarés qu'il trouve, au grand dam de sa mère souhaitant qu'il soit comme les autres et surtout ne voulant pas le perdre comme son mari, à propos duquel elle n'a jamais rien dit de ses activités à son fils.
Or, de mystérieuses et successives disparitions d'animaux domestiques appartenant à ses camarades ainsi que l'accusation du vol d'un bébé panda à l'encontre de sa mère, par un ranger trop ambitieux, officier du BNFF, « Bureau national de la faune et de la flore » du Département de Californie de la faune et du braconnage, va chambouler ses efforts pour devenir un garçon « normal ».
Il lui faudra l'aide de son grand-père et savoir la vérité sur son père pour apprendre qui il est, résoudre les enquêtes et sauver sa mère de la prison.

## Fiche technique
Sauf indication contraire, les informations mentionnées dans cette section peuvent être confirmées par la base de données cinématographiques IMDb,  présente dans la section « Liens externes ».
- Titre français : Ace Ventura Jr., détective chiens et chats
- Titre original : Ace Ventura: Pet Detective Jr.
- Slogan : « He's the burping, farting, snorting, spitting image of his dad »
- Réalisation : David M. Evans
- Scénario : Jeff Sank, Jason Heimberg, David M. Evans et Justin Heimberg
- Musique : Laura Karpman
- Photographie : Mark Irwin
- Production déléguée : Guy McElwaine, Wayne Morris et David C. Robinson
- Montage : Danny Saphire
- Société de production : Morgan Creek Productions
- Société de distribution : Warner Bros. Pictures
- Genre : comédie policière
- Format : son Dolby, 1.85:1, 35 mm
- Durée : 93 minutes
- Pays de production :  États-Unis
- Date de diffusion et sortie DVD : 
  - États-Unis : 1er mars 2009 (TV), 3 mars 2009 (DVD)

## Distribution
- Josh Flitter (en) : Ace Ventura Jr.
- Emma Lockhart (en) : Laura
- Austin Rogers : A-Plus
- Art LaFleur : Russell Hollander
- Reed Alexander : Quenton Pennington, Jr.
- William Haze : le magicien
- Cullen Douglas : Dr. Sickinger
- Ann Cusack : Melissa Robinson Ventura
- Ralph Waite : Rex « Grandpa » Ventura

## Analyse
L'histoire se déroulant autour d'un adolescent, elle aborde donc en parallèle les problèmes liés à cette période de la vie : l'amour, la quête d'identité, l'appartenance à un groupe (avec les emos[Quoi ?] et l'équipe de natation), l'affirmation de soi, etc. De fait, le film cible plus un public adolescent que les deux précédents films Ace Ventura.